# Tetrossido di osmio
Il tetrossido di osmio è il più noto composto chimico dell'osmio e ha formula OsO4. Si tratta di un ossido molecolare, nel quale l'osmio raggiunge valenza 8 [Os(VIII)], come pure il rutenio nell'analogo RuO4, suo isoelettronico di valenza, del quale è un po' più stabile. È un ossidante piuttosto forte, anche se meno di RuO4: [E°(Os(VIII) / Os(0) = +0,85 V], valore simile a quello dello ione mercurico (Hg++); tuttavia, la sua azione ossidante risulta veloce ed efficiente.
A temperatura ambiente si presenta come un solido cristallino incolore o giallino, diamagnetico, volatile e di odore pungente; è molto solubile in tetracloruro di carbonio e moderatamente in acqua. Nonostante la sua tossicità e la rarità dell'osmio, è un reattivo molto usato per la selettività che mostra nelle sue reazioni di ossidazione.

## Storia
La volatilità del tetrossido di osmio permise a Smithson Tennant di scoprire l'elemento osmio nel 1803. Egli notò per primo l'odore pungente di OsO4, e chiamò osmio il nuovo elemento dalla parola greca osme che significa odore. Tennant fu anche il primo a notare le proprietà coloranti per le quali OsO4 è usato ancora oggi.

## Proprietà fisiche
Il tetrossido di osmio è un solido cristallino incolore o giallo pallido dal caratteristico odore pungente simile all'ozono. Il cristallo non contiene ioni, ma singole molecole tetraedriche OsO4 legate tra loro debolmente da forze di van der Waals; per questo motivo si hanno basse temperature di fusione e di ebollizione. Il solido, inoltre, è volatile e sublima a temperatura ambiente. È molto solubile in CCl4, e moderatamente solubile in acqua. Il tetrossido di osmio "puro" dovrebbe essere presumibilmente incolore ed è stato suggerito che il colore giallo chiaro sia dovuto ad impurezze di diossido di osmio (OsO2), che è giallo-bruno o nero.

## Struttura molecolare e configurazione elettronica
In OsO4 l'osmio ha formalmente stato di ossidazione +8; questo è il più alto stato di ossidazione noto nella tavola periodica, e lo si riscontra anche nell'analoga specie RuO4. L'Os(VIII) ha una configurazione d0, senza elettroni nel guscio degli orbitali esterni, mentre ciascun atomo di ossigeno ha otto elettroni esterni. La molecola OsO4 ha quindi 32 elettroni esterni e ne deriva una struttura tetraedrica, analoga a quella delle specie isoelettroniche di valenza MnO4−, CrO42− e XeO4.

## Sintesi
OsO4 si forma per sintesi diretta tra osmio metallico e ossigeno ad alta temperatura (300-800 °C), 
{\displaystyle {\ce {Os + 2 O2 -> OsO4}}}
o per ossidazione di altri composti di osmio con acido nitrico.

## Reattività

### Formazione di ossifluoruri
OsO4 reagisce formando vari ossifluoruri, tutti molto sensibili all'umidità. Trattando OsO4 in HF anidro con KrF2 si ottiene il cis-OsO2F4 di colore porpora:
{\displaystyle {\ce {OsO4 + 2 KrF2 -> cis-OsO2F4 + 2 Kr + O2}}}
OsO4 reagisce con F2 formando OsO3F2 di colore giallo:
{\displaystyle {\ce {2 OsO4 + 2 F2 -> 2 OsO3F2 + O2}}}
OsO4 reagisce con un equivalente di [Me4N]F a 298 K e con 2 equivalenti a 253 K:
{\displaystyle {\ce {OsO4 + [Me4N]F -> [Me4N][OsO4F]}}}
{\displaystyle {\ce {OsO4 + 2 [Me4N]F -> [Me4N]2[cis-OsO4F2]}}}

### Ossidazione di alcheni
OsO4 catalizza l'idrossilazione in cis di alcheni con perossido di idrogeno o altre fonti di atomi di ossigeno in presenza di acqua. La reazione che viene catalizzata è
{\displaystyle {\ce {R2C=CR2 + H2O2 -> R2C(OH)-C(OH)R2}}}
Il meccanismo è il seguente: OsVIIIO4 si addiziona agli alcheni formando "esteri" ciclici R4C2O2OsVIO2, che poi si idrolizzano per dare dioli vicinali con rilascio di un ossido di osmio ridotto (OsVI):
Basi di Lewis come ammine terziarie e piridine aumentano la velocità di reazione. Questa "accelerazione con leganti" è dovuta alla formazione di addotti OsO4L, che si sommano più rapidamente all'alchene. Se l'ammina è chirale si può avere una diidrossilazione enantioselettiva conosciuta con il nome di diidrossilazione asimmetrica di Sharpless.
OsO4 è un prodotto tossico e costoso, e quindi viene usato in quantità catalitiche. Il catalizzatore di osmio è rigenerato con ossidanti, quali H2O2, N-metilmorfolina-N-ossido, e K3Fe(CN)6. Questi ossidanti non reagiscono direttamente con gli alcheni.
Un'altra reazione in cui OsO4  attacca il doppio legame C=C si ha nella formazione di un addotto col buckminsterfullerene, un allotropo del carbonio di formula C60. In un caso particolare, l'utilizzo di un derivato di OsO4 ha portato all'addotto C60(OsO4)(4-tert-butilpiridina)2. Poiché in questa ultima specie la simmetria del fullerene è rimossa, è stato possibile ottenerne dei cristalli e confermare la struttura del C60 per cristallografia a raggi X.

### Altre reazioni
OsO4 si scioglie in soluzione alcalina formando l'anione osmiato:
{\displaystyle {\ce {OsO4 + 2 NaOH -> Na2[cis-OsO4(OH)2]}}}
OsO4 è un acido di Lewis, e quando le basi di Lewis sono ammine si ha sostituzione dell'ossido. Quindi con NH3 si ha l'ossonitruro:
{\displaystyle {\ce {OsO4 + NH3 + KOH -> K[Os(N)O3] + 2 H2O}}}
L'anione [Os(N)O3]- contiene un triplo legame Os≡N, ed è isoelettronico e isostrutturale con OsO4. Con ammine primarie tert-BuNH2 si ottiene il corrispondente derivato imidico:
{\displaystyle {\ce {OsO4 + 4 Me3CNH2 -> Os(NCMe3)4 + 4 H2O}}}
OsO4 dà "carbonilazione riduttiva" in metanolo a 400 K sotto 200 bar di pressione di CO per formare il cluster triangolare  Os3(CO)12:
{\displaystyle {\ce {3 OsO4 + 24 CO -> Os3(CO)12 + 12 CO2}}}
In questa reazione lo stato di ossidazione dell'osmio cambia di otto unità.

## Usi

### Sintesi organica
In sintesi organica OsO4 è molto usato per ossidare alcheni a dioli vicinali, sommando due gruppi ossidrile sullo stesso lato della molecola (addizione syn). Vedi sopra reazione e meccanismo. Questa reazione può essere condotta sia in modo catalitico (diidrossilazione Upjohn) che in modo asimmetrico (diidrossilazione asimmetrica di Sharpless).
OsO4 è anche usato in quantità catalitiche nella amminoidrossilazione di Sharpless per ottenere ammino-alcoli vicinali.
OsO4 è usato assieme al periodato di sodio (NaIO4) per la rottura ossidativa degli alcheni. Il periodato serve sia a rompere il diolo formato nell'idrossilazione, sia a riossidare OsO3 a OsO4. La reazione complessiva corrisponde a quella dell'ozonolisi. Un esempio è dato dalla sintesi totale dell'isosteviolo.

### Colorante biologico
OsO4 è un colorante molto usato in campo biologico per aumentare il contrasto delle immagini in microscopia elettronica a trasmissione (TEM). Dato che colora i lipidi, è anche molto utile nella microscopia elettronica a scansione (SEM) in alternativa alla ricopertura per sputtering. OsO4 incorpora direttamente un metallo pesante nelle membrane cellulari, creando una emissione elettronica secondaria intensa senza che sia necessario ricoprire la membrana con uno strato metallico, che andrebbe a oscurare i dettagli delle membrane cellulari. OsO4 è usato anche per colorare i lipidi nella microscopia ottica. Colora anche la cornea umana (vedi Tossicità). Il tetrossido di osmio si può anche usare per fissare campioni biologici assieme al HgCl2. La sua tossicità è usata per uccidere rapidamente specie come i protozoi.

### Colorante per polimeri
OsO4 è usato anche per colorare copolimeri in modo preferenziale. L'esempio più noto riguarda copolimeri a blocchi, dove si può colorare una sola fase in modo da mostrare la microstruttura del materiale. Ad esempio, copolimeri a blocchi stirene-butadiene hanno una catena centrale di polibutadiene e parti terminali di polistirene. Trattando con OsO4 , l'ossido è assorbito preferenzialmente dalla matrice di butadiene. La presenza del metallo pesante è sufficiente a bloccare il fascio elettronico del microscopio TEM, e si possono osservare chiaramente i domini di polistirene in film sottili.

### Raffinazione dei minerali di osmio
OsO4 è un intermedio nella raffinazione dei minerali di osmio. I residui contenenti osmio si trattano con Na2O2 per formare anioni  [OsO4(OH)2]2−, che formano poi OsO4 per riscaldamento e trattamento con cloro gassoso (Cl2). L'ossido è sciolto in NaOH alcolica formando anioni [OsO2(OH)4]2−, che reagiscono con NH4Cl per dare OsO2Cl2(NH4)4. Questo è bruciato con idrogeno gassoso (H2) e rimane osmio puro (Os).

## Tossicità
OsO4  è molto tossico, anche a bassi livelli di esposizione, e va maneggiato con adeguate precauzioni, dato che è molto volatile. Oltre a contenere un metallo pesante, OsO4  è un forte ossidante e attacca tutti i tessuti biologici. In particolare, l'inalazione anche a concentrazioni inferiori a quelle necessarie a percepirne l'odore può portare a edema polmonare e successiva morte. I sintomi possono essere percepiti anche ore dopo l'esposizione. OsO4 attacca inoltre la cornea umana e può portare a cecità se non si rispettano le prescrizioni di sicurezza.
Il 6 aprile 2004 fonti dei servizi segreti inglesi credettero di aver sventato un attentato che prevedeva una bomba contenente  OsO4 . Esperti intervistati dalla rivista New Scientist confermarono che il tetrossido di osmio è tossico, ma alcuni rilevarono che era difficile usarlo in un'arma, dato che è molto costoso. Inoltre, il tetrossido di osmio potrebbe distruggersi nell'esplosione e i fumi tossici rimanenti potrebbero pure disperdersi in seguito all'esplosione.